# Boirina

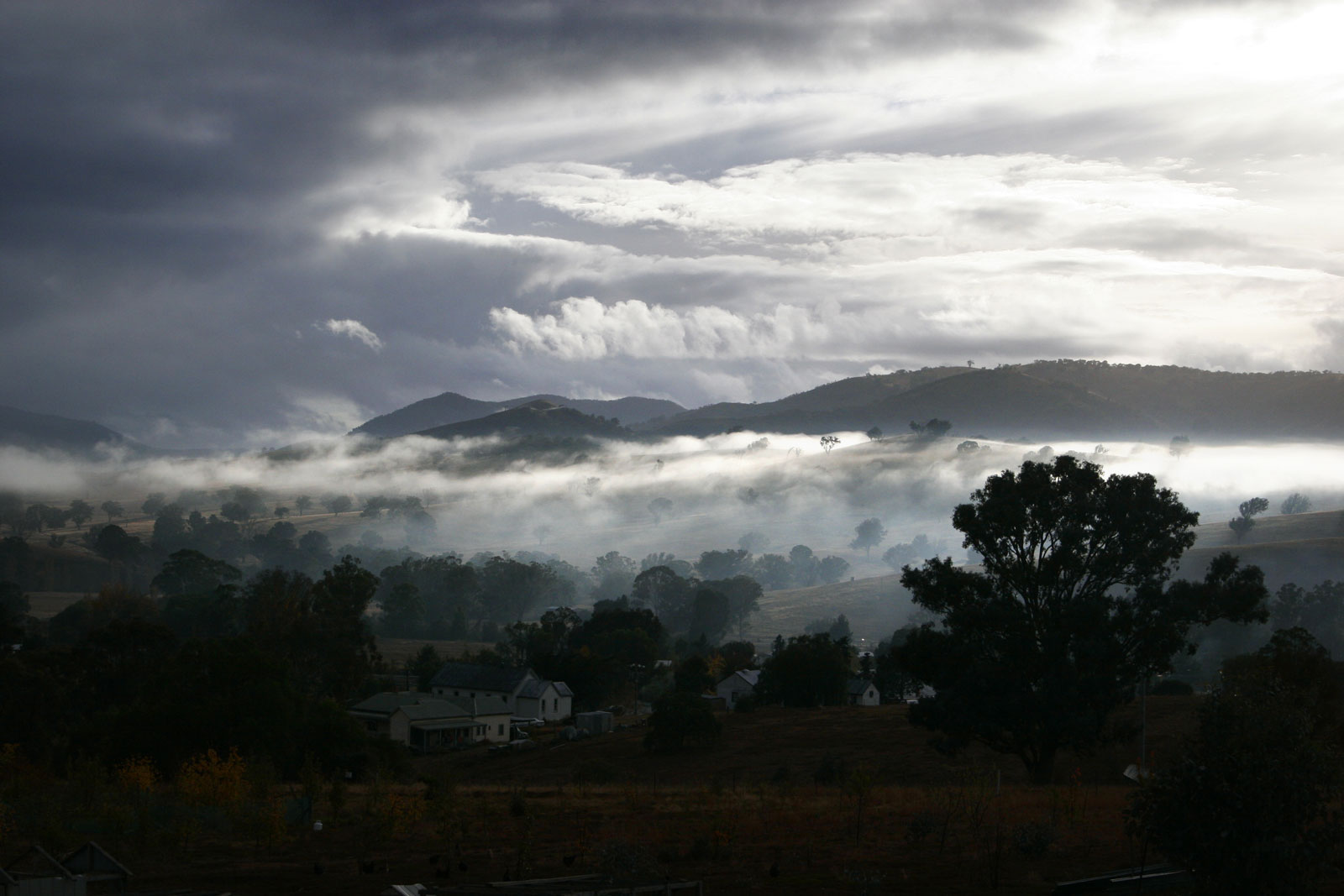
Matí de boirina a Swifts Creek, Victòria, Austràlia.

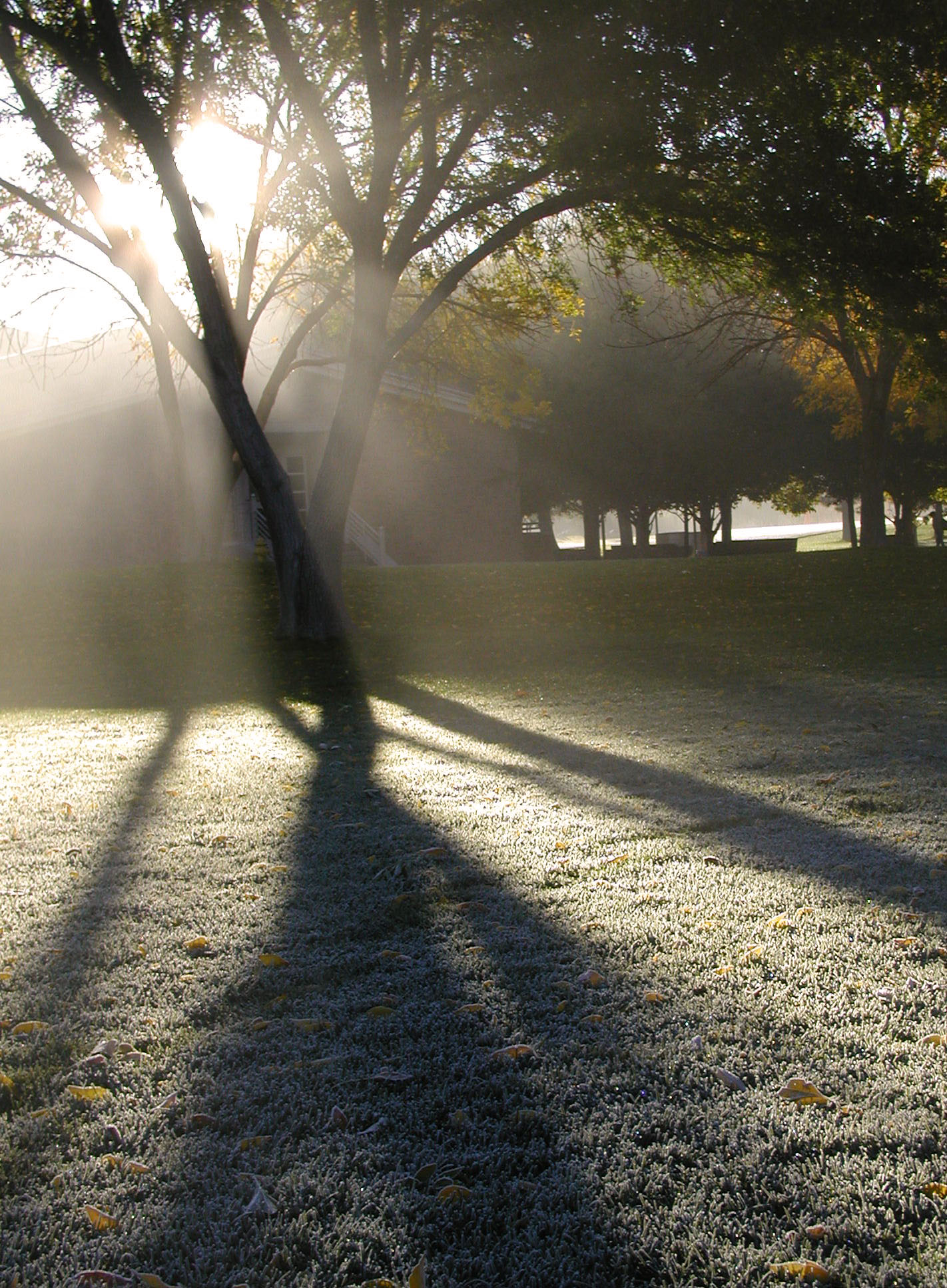
Raigs de sol es filtren a través d'una fina capa de boira en un matí d'hivern en Albuquerque, Nou Mèxic, Estats Units.

La boirina o boirim és un fenomen meteorològic superficial de reducció de la visibilitat que consisteix en la suspensió de gotes d'aigua d'una mida entre 50 i 200 micròmetres de diàmetre, o de partícules higroscòpiques humides, que redueixen la visibilitat horitzontal en una distància d'entre 1 i 10 quilòmetres.

## Observació
La seva coloració és grisenca, tret que la distingeix sovint de la boira veritable. La humitat relativa és igual o superior al 70% en terres interiors i del 80% en la costa o zones molt influïdes per la presència del mar o grans masses d'aigua. Sovint és difícil distingir la calitja de la boirina, tot i que les petites diferències de coloració hi poden ajudar, no és del tot fiable la diferència de color.
El més fiable és disposar d'aparell enregistrador d'humitat relativa. En cas contrari, hi poden haver altres signes que puguin resoldre el dubte, per exemple l'existència de núvols baixos (si són estrats, millor) que és senyal que el fenomen observat és la boirina. La boirina sovint esdevé un estadi intermedi cap a la formació o la dispersió de la boira. Aquest fenomen es pot observar gairebé durant tot l'any i a bona part de la geografia catalana.
La boirina s'arriba a captar estenent xarxes de malla plàstica col·locades verticalment. Les petites gotes es dipositen en la trama de la tela i en augmentar de mida són atretes per la gravetat o poden ser conduïdes a un tanc d'emmagatzemament per al seu ús tant com a aigua potable o com a aigua per a reg.

## Diferència amb la boira
L'única diferència entre boirina i boira és la visibilitat: Si el fenomen meteorològic dona una visió d'1 km o menys, és considerat com a boira; i si permet veure més d'1 km, el fenomen és considerat com a boirina. Vist en la distància, la boirina pren més la tonalitat de l'aire (grisenc/blavós), mentre que la boira és més blanquinosa. La boirina com la calitja fa visibles els raigs de sol, al contrari, la boira a causa de la seva alta densitat de partícules no fa visibles els raigs de sol.

## Símbols meteorològics
| Símbol  | Número | Descripció |
| ------- | ------ | ---------- |
| Boirina | 10     | Boirina    |